# 周公庙遗址
周公庙遗址，即凤凰山遗址，位于陕西省宝鸡市岐山县城西北的凤凰山南麓，发现大量卜辞甲骨以及器。初步认定为周公家族墓地。近10年共出土西周甲骨1.1萬多片，800多片有刻辭，可辨識文字達2500多個。